# Scalmicauda ovalis
Scalmicauda ovalis är en fjärilsart som beskrevs av Sergius G. Kiriakoff 1965. Scalmicauda ovalis ingår i släktet Scalmicauda och familjen tandspinnare. Inga underarter finns listade.